# Trichopilia brasiliensis
Trichopilia brasiliensis är en orkidéart som beskrevs av Célestin Alfred Cogniaux. Trichopilia brasiliensis ingår i släktet Trichopilia och familjen orkidéer. Inga underarter finns listade i Catalogue of Life.

## Bildgalleri

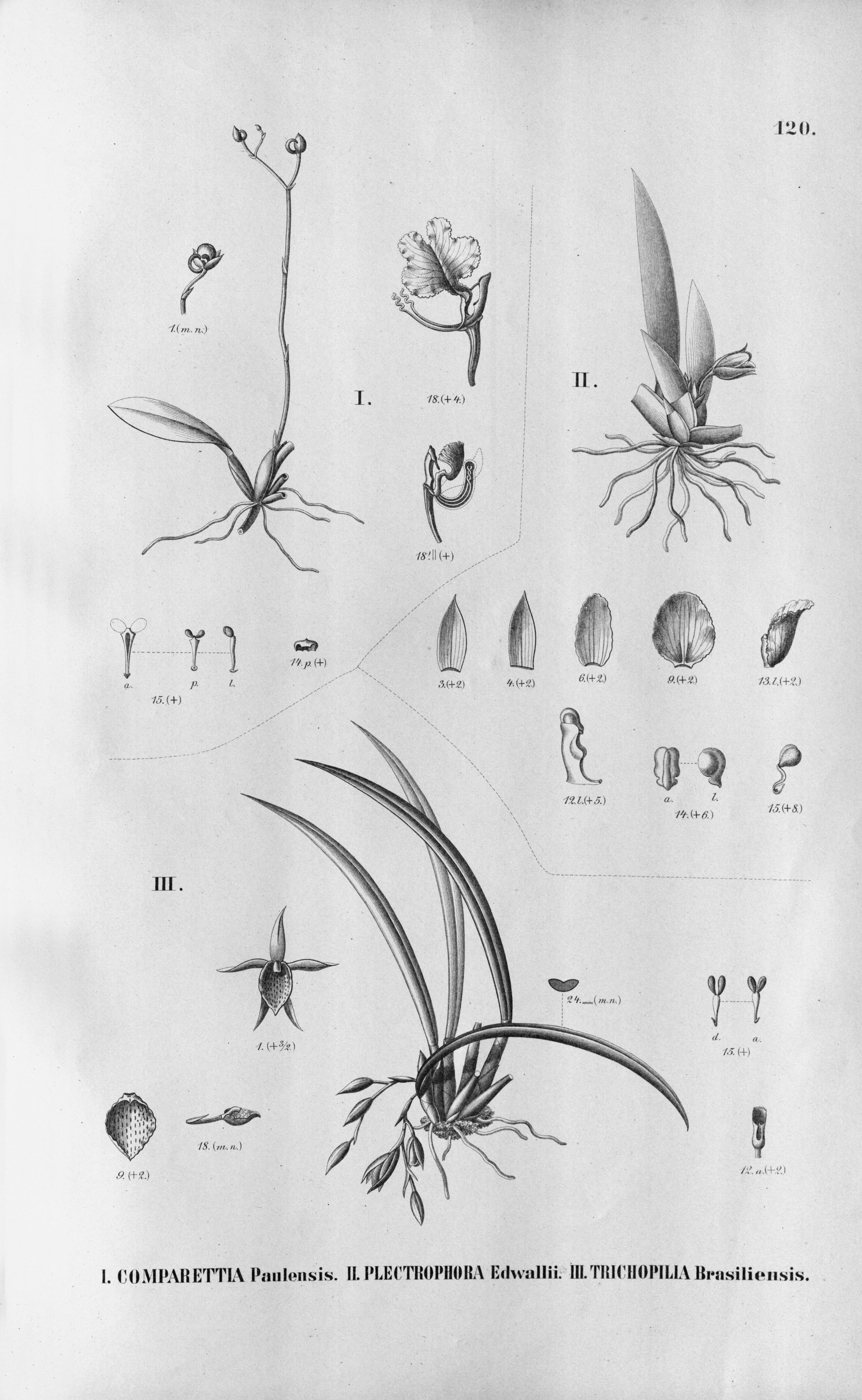